# Ixora archboldii
Ixora archboldii är en måreväxtart som beskrevs av Cornelis Eliza Bertus Bremekamp. Ixora archboldii ingår i släktet Ixora och familjen måreväxter. Inga underarter finns listade i Catalogue of Life.